# Costa de Danco

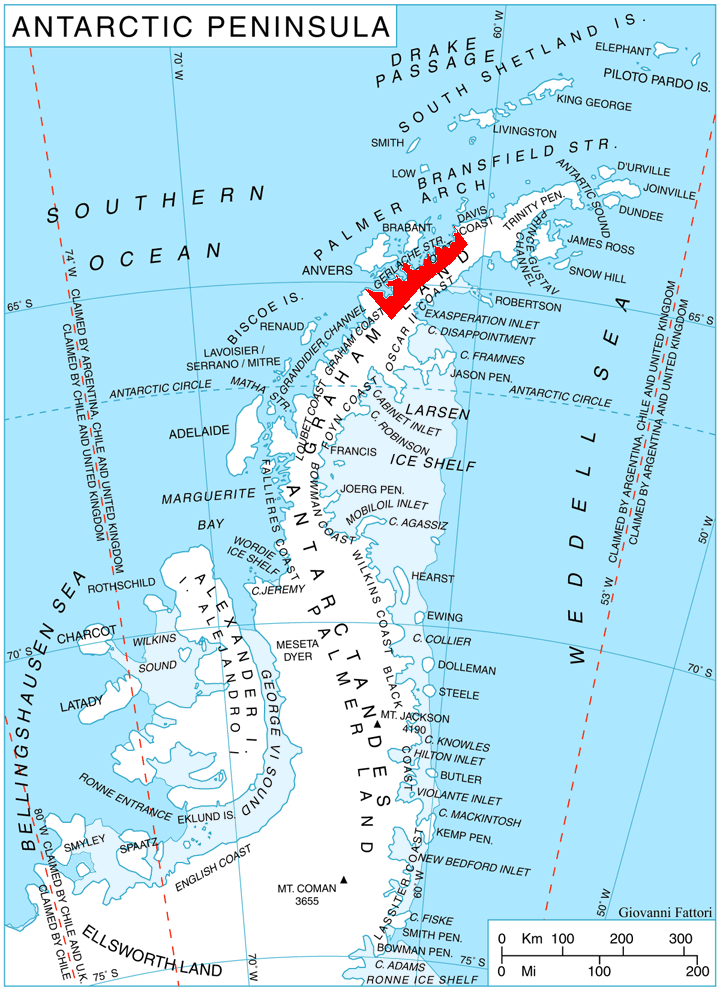
Localização da Costa de Danco.

A Costa de Danco (64° 42′ S, 62° 00′ O) é a porção da costa oeste da Península Antártica entre o Cabo Sterneck e o Cabo Renard.
Esta costa foi explorada em janeiro e fevereiro de 1898 pela Expedição Antártica Belga sob o comando de Gerlache, que a batizou com o nome do tenente Emile Danco, que morreu na expedição.